# Livorno
Livorno là một đô thành phố và cộng đồng (comune) tỉnh lỵ tỉnh Livorno trong vùng Toscana nước Ý.
Đô thị Livorno có diện tích 104,8 ki lô mét vuông, dân số thời điểm năm 21 tháng 12 năm 2009 là 160.931 người.
Đô thị này có các đơn vị dân cư (frazioni) sau: Castellaccio, Gorgona, Limoncino, Quercianella, Valle Benedetta.
Các đô thị giáp ranh: 
Livorno là thành phố cảng trên biển Tyrrhenia về phía Tây cạnh của Toscana, Ý. Livorno đã được định nghĩa như là một "thành phố lý tưởng" trong thời kỳ Phục hưng Ý. Ngày nay, nó cho thấy lịch sử của nó thông qua các cấu trúc khu vực lân cận của nó, có hệ thống kênh cắt ngang và bao quanh bởi bức tường thành.
Trong cuối thập niên 1580, Ferdinando I của Toscana tuyên bố Livorno một Franco Porto, điều này có nghĩa rằng hàng hoá buôn bán ở đây là miễn thuế. Livornine Leggi luật có hiệu lực giữa 1590 và 1603. Các luật này đã giúp các hoạt động kinh doanh của các thương gia, quyền tự do tôn giáo và ân xá cho một số đền tội. Nhờ các luật này, Livorno đã trở thành một thành phố quốc tế và một trong những cảng quan trọng nhất của toàn bộ khu vực Địa Trung Hải. Nhiều người nước ngoài chuyển đến Livorno, Armenia, Hà Lan, Anh, Hy Lạp và người Do Thái nằm trong số những người chuyển tới sống và kinh doanh. Mãi về sau, trong thế kỷ 18, một số Moriscos (Hồi giáo người Tây Ban Nha buộc phải chuyển đổi theo Công giáo) cũng có thể di chuyển từ Tây Ban Nha để Livorno. Ngày 19 tháng 3 1606, Granduca di Toscana Ferdinando I de 'Medici, trong nhà nguyện của Thánh Phanxicô Assisi Vecchia Fortezza cao Livorno để xếp hạng của thành phố.
Trong cuộc chiến tranh Napoleon, thương mại với Anh đã bị cấm và các nền kinh tế của Livorno đã phải chịu đựng rất nhiều. Sau đó, vào năm 1868, sau khi Livorno trở thành một phần của Vương quốc mới của Ý, nó bị mất tư cách của một cảng tự do và tầm quan trọng của thành phố bị sụt giảm.